# Greenidea
Greenidea är ett släkte av insekter. Greenidea ingår i familjen långrörsbladlöss.

## Bildgalleri

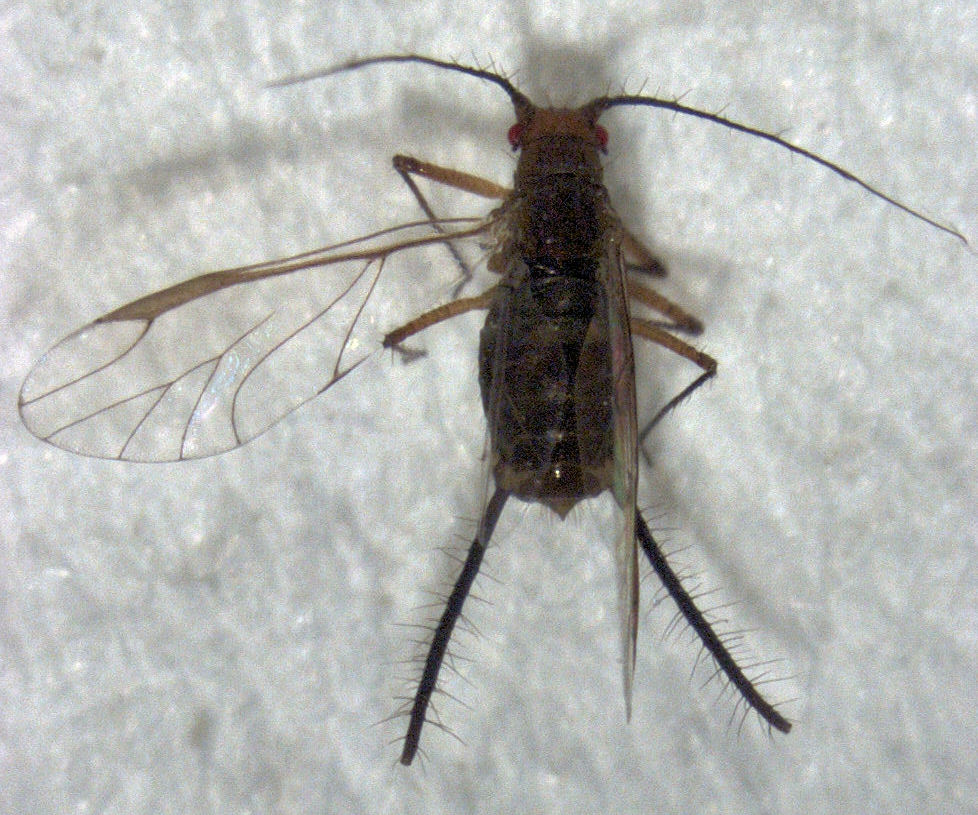

## Dottertaxa tillGreenidea, i alfabetisk ordning[1]
- Greenidea aborensis
- Greenidea anonae
- Greenidea artocarpi
- Greenidea ayyari
- Greenidea brachyunguis
- Greenidea brideliae
- Greenidea bucktonis
- Greenidea camelliae
- Greenidea carpini
- Greenidea carpinicola
- Greenidea castanopsidis
- Greenidea chiengmaiensis
- Greenidea decaspermi
- Greenidea eugeniae
- Greenidea fici
- Greenidea ficicola
- Greenidea flacourtiae
- Greenidea fulva
- Greenidea gigantea
- Greenidea haldari
- Greenidea hangnigra
- Greenidea heterotricha
- Greenidea himansui
- Greenidea hirsuta
- Greenidea isensis
- Greenidea kumaoni
- Greenidea kummingensis
- Greenidea kuwanai
- Greenidea longicornis
- Greenidea longirostris
- Greenidea longisetosa
- Greenidea maculata
- Greenidea magna
- Greenidea mangiferae
- Greenidea manii
- Greenidea mushana
- Greenidea myricae
- Greenidea nigra
- Greenidea nigricans
- Greenidea nipponica
- Greenidea okajimai
- Greenidea pallidipes
- Greenidea parthenocissi
- Greenidea photiniphaga
- Greenidea prinicola
- Greenidea prunicola
- Greenidea psidii
- Greenidea quercicola
- Greenidea quercifoliae
- Greenidea querciphaga
- Greenidea rappardi
- Greenidea schimae
- Greenidea siamensis
- Greenidea sikkimensis
- Greenidea sinensis
- Greenidea spinotibium
- Greenidea sutepensis
- Greenidea symplocosis
- Greenidea viticola